# Región de Murcia (1833-1978)
La región de Murcia se creó en la reorganización territorial de 1833, heredera del antiguo reino de Murcia y del departamento de Río Segura (definido durante el reinado de José Bonaparte y que nunca llegó a entrar en vigor). Estaba formada por la provincia de Albacete (que surgió de agregar zonas de Cuenca, La Mancha y el reino de Murcia) y la provincia de Murcia. 
Como el resto de regiones definidas en dicha división territorial, carecía de cualquier competencia de tipo administrativo excepto la judicial —la audiencia regional estaba en Albacete—, y la universitaria tras la creación de la Universidad de Murcia en 1915, estando ambas provincias en el mismo distrito universitario regional. 
Durante la II República española, en virtud de lo establecido en la Constitución de 1931, se creó el Tribunal de Garantías Constitucionales, en el cual, entre sus componentes se encontraban vocales regionales. Cada región debía eligir su vocal mediante votación de los concejales de los ayuntamientos de dicha región, incluida la región biprovincial de Murcia.
Hasta 1949, la mayor parte de la provincia de Albacete perteneció a la diócesis de Cartagena, surgiendo entonces la diócesis de Albacete.
En octubre de 1978 se aprobó la preautonomía de la provincia de Murcia en exclusiva, mientras que la provincia de Albacete se integró en el régimen preautonómico de Castilla-La Mancha. Tras la aprobación de la Constitución de 1978 que trajo consigo la creación de las comunidades autónomas, se mantuvo el esquema preautonómico, aprobándose los estatutos de autonomía de la Región de Murcia uniprovincial y el de Castilla-La Mancha con Albacete en 1982.
- Datos: Q3330258